# Воскобойников, Олег Сергеевич
Оле́г Серге́евич Воскобо́йников (род. 4 августа 1976, Москва, СССР) — российский медиевист и переводчик, специалист по культуре и искусству средневекового Запада. Доктор исторических наук, PhD Высшей школы социальных наук (Париж). Ординарный профессор Национального исследовательского университета «Высшая школа экономики». Профессор гуманитарного факультета НИУ ВШЭ.
Один из авторов «Большой Российской энциклопедии». Полиглот, владеет 10 иностранными языками. В прошлом — член Вольного исторического общества.

## Биография
В детстве увлекался резьбой по дереву, городецкой росписью, дзюдо. В юношестве до поступления в университет освоил три иностранных языка — английский, французский и итальянский. Итальянский язык изучал с 1990 года в Центре итальянского языка «Salvater», благодаря которому совершил свое первое путешествие в Италию, побывал в двенадцати городах, полюбил итальянское искусство эпохи Возрождения, и примерно в то же время увлекся историей Средних веков. В студенческие годы преподавал итальянский и французский языки. Кроме того, самостоятельно обучился искусству фотографии; в качестве иллюстраций к собственным текстам предпочитает снимки, которые выполнил сам.
Воспринимал исторический факультет как «хорошее гуманитарное образование», тем не менее, в 1998 году завершил исторический факультет МГУ имени М. В. Ломоносова по специальности «историк, преподаватель истории со знанием немецкого языка».
В 1999 году окончил факультет истории Французского университетского колледжа при МГУ имени М. В. Ломоносова по специальности «История», где познакомился с будущим научным руководителем — Жан-Клодом Шмиттом, воспоминания о котором он передал в книге «Поколения ВШЭ. Ученики об учителях»:

В августе 1998 г., как известно, все пришло в движение: валюты, правительства, ставки, проекты. К счастью, я оказался в конце месяца туристом в Париже и у меня случайно нашелся телефон секретариата Высшей школы социальных наук. Воздам должное секретарям: на мое неуверенное мычание в трубку, что я, мол, русский студент и хочу учиться у Шмитта, мне выдали его домашний номер, радостно сообщив, что он сегодня утром вернулся из отпуска. Вечером я был у него: небольшой заваленный книгами кабинет, портреты Марка Блока и Жака Ле Гоффа на затушенном камине, папки со статьями, своими и чужими, кофе без сахара, с горьким шоколадом. На мое предложение осчастливить французскую науку моими будущими открытиями мне сообщили шифр одной петербургской иллюстрированной рукописи конца XIII в., подарили, как полагается, несколько книжек, записали мой почтовый адрес для посылок и отпустили восвояси с утверждённой темой.

В конце 1990-х годов занимался продажей итальянских кухонь, был представителем компании «Scavolini».
Во Франции в 2000 году окончил магистратуру Высшей школы социальных наук по специальности «История и цивилизации».
В 2002 году в МГУ имени М. В. Ломоносова под научным руководством доктора исторических наук, профессора Л. М. Брагиной защитил диссертацию на соискание учёной степени кандидата исторических наук по теме «Представления о природе при дворе Фридриха II, 1200—1250 гг.».
В 2006 году окончил аспирантуру Высшей школы социальных наук по специальности «История и цивилизации» и там же под научным руководством Жан-Клода Шмитта защитил диссертацию на соискание учёной степени доктора философии по истории по теме «Искусства, знания и представления о природе при дворе Фридриха II Гогенштауфена. 1200—1250»:

… Волею судьбы и милостью французского правительства Париж оказался моей второй родиной на несколько лет… По правилам французской академической жизни, магистрант может слушать курсы как в университете, к которому он прикреплён, так и в любом другом, причем курсы соседей и конкурентов идут тебе в зачет. Аспирант же вообще может учиться чему и где пожелает, никому ни в чем не отчитываясь. Астрономически объективный рай!

В 2007 году стал преподавать средневековую культуру на разных факультетах НИУ ВШЭ, а в 2010 году вместе с сотрудниками ИГИТИ им. А. В. Полетаева принял участие в создании факультета истории НИУ ВШЭ. Через два года вместе с М. А. Бойцовым, А. Ю. Виноградовым, Ф. Б. Успенским основал лабораторию медиевистических исследований, под эгидой которой ведёт международный научный семинар «Символическое Средневековье».
С 2013 года — ординарный профессор Национального исследовательского университета «Высшая школа экономики».
24 октября 2018 года в Институте всеобщей истории РАН защитил диссертацию на соискание учёной степени доктора исторических наук по теме «Scientia naturalis и стили мышления в Западной Европе XII—XIII веков: тексты, образы, идеи». Официальные оппоненты — О. И. Тогоева ; И. А. Краснова и В. В. Петров. Ведущая организация — Российский государственный гуманитарный университет (Н. И. Басовская).
В 2018 году на факультете гуманитарных наук открыл магистерскую программу «Медиевистика», на которой обучаются до двадцати пяти студентов в год. Ее особенностью можно считать принципиальную междисциплинарность: она включает в себя собственно историю, историю искусства, литературы, философии и права. Средневековый Запад изучается на программе наравне с Византией и Древней Русью.
В 2014 году получил премию Мориса Ваксмахера в номинации «Гуманитарные науки» за перевод книги Ролана Рехта «Верить и видеть. Искусство соборов XII—XV вв.».
Лекции по истории средневековой культуры О. С. Воскобойникова услышали в университетах Франкфурта-на-Майне, Страсбурга, Палермо, Лозанны, Лондона (Институт Варбурга), Высшей школе социальных наук (Париж), Высшей практической школе (Париж), Париж-Кретей-Восток, Новой Сорбонне (Париж-3), Высшей нормальной школе (Париж). С 2003 года сотрудничает с Институтом Варбурга (Лондон). В 2011 и в 2013 годах стажировался в Институте перспективных исследований в Принстоне.
Член редакционных коллегий западноевропейских научных журналов по медиевистике «Mediaeval Sophia» и «Micrologus».
Владеет английским, древнегреческим (чтение), ивритом (чтение), испанским, итальянским, каталанским, латинским, немецким, португальским и французским языками.

## Научные труды

### На русском языке
- Воскобойников О. С. Душа мира: наука, искусство и политика при дворе Фридриха II, 1200—1250. — М.: «РОССПЭН», 2008. — 559 с. — ISBN 978-5-8243-0963-8.
- Воскобойников О. С. Тысячелетнее царство (300—1300). Очерк христианской культуры Запада. — М.: Новое литературное обозрение, 2014. — 562 с. — ISBN 978-5-4448-0179-6.
- Средневековье крупным планом. — М.: «Бомбора», 2020. — 240 с. — ISBN 978-5-04-107431-9.
- Воскобойников О. С. 16 эссе об истории искусства. 2-е изд., перераб. — М.: Изд-во ВШЭ, 2023. — 472 с. — ISBN 978-5-7958-2795-5.

### На других языках
- Voskoboynikov O. Pour les siècles des siècles. La civilisation chrétienne de l’Occident médiéval. — P.: Vendémiaire, 2017.
- Michel Scot. Liber particularise. Liber physionomie. Ed. Oleg Voskoboynikov. — Firenze: Edizioni del Galluzzo, 2019.

### На русском языке
- Воскобойников О. С. Мельфийские конституции (1231), перевод и комментарий // Антология мировой правовой мысли. Т. II. Европа. V—XVII вв. Ред. Н. А. Крашенинникова. — М., 1999. — С. 492—495.
- Воскобойников О. С. Греческий элемент в культуре Сицилийского королевства при Фридрихе II (1220—1250) // «Кафедра византийской и новогреческой филологии». — 2000. — № 1. — С. 61—75.
- Воскобойников О. С. Итальянские города между империей и папством. 1150—1250 // Город в средневековой цивилизации Западной Европы. Т. 4. Extramuros. Город, общество, государство. Ред. А. А. Сванидзе. — М., 2000. — С. 167—184.
- Воскобойников О. С. Гости в культурной жизни двора Фридриха II Штауфена // Двор монарха в средневековой Европе: явление, модель, среда. Ред. Н. А. Хачатурян. — С.-Пб., 2001. — С. 245—260.
- Воскобойников О. С., Уварова О. А. К истории книги в эпоху Возрождения // Средние века. — 2002. — Вып. 63. — С. 468—475.
- Воскобойников О. С. Ars instrumentum regni. Репрезентация власти Фридриха II и искусство Южной Италии первой половины XIII в. // «Одиссей. Человек в истории». —2002. — Вып. 14. — С. 169—199.
- Воскобойников О. С. У истоков ренессансной книги: две рукописные версии трактата Фридриха II «Об искусстве соколиной охоты» // Книга в культуре Возрождения. — М., 2002. — С. 5—23.
- Воскобойников О. С. Эмпиризм в «Книге об искусстве соколиной охоты» Фридриха II: к вопросу о рецепции аристотелевской натурфилософии в I половине XIII века // «Homo historicus». К 80-летию со дня рождения Ю. Л. Бессмертного. Т. I. — М., 2003. — С. 452—479.
- Воскобойников О. С. Fides enim certa non provenit ex auditu. Некоторые аспекты мировоззрения Фридриха II Штауфена (1220—1250) // От средних веков к Возрождению. Сборник в честь профессора Л. М. Брагиной. — С.-Пб., 2003. — С. 96—120.
- Воскобойников О. С. Достоинство человека в правовой и научной мысли Южной Италии первой половины XIII в. // «Historia animata». Памяти Ольги Игоревны Варьяш. Часть 3. — М.: ИВИ РАН, 2004. — С. 63—83.
- Воскобойников О. С. Размышления об одном средневековом «ренессансе»: наука, искусство и политика при дворе Фридриха II. 1200—1250 // «Одиссей: Человек в истории». — 2004. — Вып. 16. — С. 170—204.
- Воскобойников О. С. «Мудрость короля рождается на небесах» // Королевский двор в политической культуре средневековой Европы. Теория, символика, церемониал. — М.: «Наука», 2004. — С. 411—454.
- Воскобойников О. С. Нарратив и классификация в науке и искусстве XIII века // Жанры и формы в письменной культуре средневековья. Сост. Ю. А. Иванова. — М., 2005. — С. 63—80.
- Воскобойников О. С. Достоинства целебных источников на Флегрейских полях, или культура тела при дворе Фридриха II // Священное тело короля. Ритуалы и мифология власти. Отв. ред. Н. Хачатурян. — М.: «Наука», 2006. — С. 293—344.
- Воскобойников О. С. О языке средневековой астрологии (о применении риторических понятий в истории культуры) // Одиссей: Человек в истории. — 2007. — Вып. 19. — С. 82—110.
- Воскобойников О. С. Гвельфы и гибеллины. Тотальная война // Вокруг света. — Декабрь 2007. — С. 190—200.
- Воскобойников О. С. Формы комментария во французской вероучительной литературе конца XIII века // «Arbor mundi». — М., 2007. — С. 103—149.
- Воскобойников О. С. Репрезентация власти и «искушение портретом». О нескольких изображениях Фридриха II // Власть, общество, индивид в средневековой Европе. Отв. ред. Н. Хачатурян. — М.: «Наука», 2008. — С. 264—300.
- Воскобойников О. С. Свобода средневекового искусства // «Новое литературное обозрение». — 2009. — № 99. — С. 23—58.
- Воскобойников О. С. Формы комментария во французской вероучительной литературе конца XIII века // Культура интерпретации до начала Нового времени. Науч. ред. О. С. Воскобойников, Ю. В. Иванова. — М.: Изд-во ГУ ВШЭ, 2009. — С. 208—240.
- Воскобойников О. С., Соколов П. В. Трактат Теодориха Шартрского «О шести днях творения» // Культура интерпретации до начала Нового времени. Науч. ред.: О. С. Воскобойников, Ю. В. Иванова. — М.: Изд-во ГУ-ВШЭ, 2009. — С. 241—270.
- Воскобойников О. С. Три взгляда на средневековое искусство // «Новое литературное обозрение». — 2010. — № 106. — С. 289—307.
- Воскобойников О. С. О чём молчит булла 1245 года? Философские основания низложения Фридриха II // Власть и образ. Очерки потестарной имагологии. Отв. ред.: М. А. Бойцов, Ф. Б. Успенский. — С.-Пб.: Алетейя, 2010. — С. 275—294.
- Воскобойников О. С. Некоторые особенности государственного управления в Южной Италии (глава 8) // Властные институты и должности в Европе в Средние века и раннее Новое время. Отв. ред.: Т. Гусарова. — М.: «Университет», 2011. — С. 254—279.
- Воскобойников О. С. Неаполитанский университет или истоки европейского рационализма // «Россия — Италия: этико-культурные ценности в истории». — М.: ИВИ РАН, 2011. — С. 135—155.
- Воскобойников О. С. Физиогномика, наука не для всех // «Средние века». — 2012. — № 73 (1—2). — С. 264—277.
- Воскобойников О. С. Праздное и непраздное любопытство в XII веке // «История». — 2012. — № 2 (10). — С. 218—239.
- Воскобойников О. С. Жан-Клод Шмитт: Четвертое поколение школы «Анналов» // «Поколения ВШЭ. Ученики об учителях». — М.: Изд-во НИУ ВШЭ, 2013. — С. 113—119.
- Воскобойников О. С. Снова о теле короля. Некоторые особенности поэтики оттоновской книжной миниатюры // «Одиссей: Человек в истории». — 2014. — С. 177—204.
- Воскобойников О. С. Сколько тел у короля? // «Логос». — 2014. — № 99. — С. 279—288.
- Воскобойников О. С. Два голоса в пользу наук о небе в XII веке // О. С. Воскобойников, Е. Г. Драгалина-Чёрная, М. В. Шумилин и др. Многоликая софистика: нелегитимная аргументация в интеллектуальной культуре Европы Средних веков и раннего Нового времени. — М.: Изд-во НИУ ВШЭ, 2015. — С. 453—472.
- Воскобойников О. С. Право на миф. Введение в поэтику Шартрской школы (глава 4) // Polystoria. Цари, святые, мифотворцы в средневековой Европе. Отв. ред. М. А. Бойцов, О. С. Воскобойников. — М.: Изд-во НИУ ВШЭ, 2016. — С. 139—181.
- Воскобойников О. С. Молчание Абеляра. Письмо Петра Достопочтенного к Элоизе // «Средние века». — 2016. — № 77 (3—4). — С. 53—66.
- Воскобойников О. С. Людовик IX Святой и культура его времени // Людовик Святой и реликвии Сент-Шапель. Каталог выставки. — М.: Изд-во Музеев Московского Кремля, 2017. — С. 26—49.
- Воскобойников О. С. Литературные истоки готической физиогномики // Ф. Б. Успенский, В. Я. Петрухин, М. В. Дмитриев и др. Polystoria. Зодчие, конунги, понтифики в средневековой Европе. — М.: Изд-во ВШЭ, 2017. —349 с. — С. 174—213. — ISBN 978-5-7598-1540-2.
- Воскобойников О. С. «Дидаскаликон», или превратности перевода. Гуго Сент-Викторский. Дидаскаликон. Об искусстве обучения. Пер. с лат. яз., статья и коммент. А. А. Клёстова. — М.; С.-ПБ.: «Петроглиф», 2016. — 336 с. (То же: «Средние века». — 2017. — Т. 78. — № 1—2. — С. 369—378.)
- Воскобойников О. С. Гильом из Сен-Тьерри против Гильома Коншского: конфликт или диалог двух моделей познания? // «Диалог со временем». — 2017. — № 61. — С. 159—173.
- Воскобойников О. С. Ангелы и усиархи: поэтическая космология Бернарда Сильвестра // «Логос». — 2017. — Т. 27. — № 6 (121). — С. 83—114.
- Воскобойников О. С. Ресторо д’Ареццо: художник и энциклопедист XIII века // «Новое литературное обозрение». — 2018. — Т. 6. — № 154. — С. 131—140.
- Воскобойников О. С. Casus belli, или Без царя в голове. Анонимная поэма «Чрево» и поэтика тела в XII—XIII вв. // «Казус. Индивидуальное и уникальное в истории». — 2019. — С. 319—337.

### На других языках
- Voskoboinikov O. Ars instrumentum regni: the Representation of Frederick II’s Power in the Art of South Italy, 1220—1250 // Images in Medieval and Early Modern Culture (Approaches in Russian Historical Research). Ed. by G. Jaritz u.a. — Krems, 2003. — S. 55—83.
- Voskoboynikov O. Considérations sur une «renaissance» médiévale: Arts, savoirs et politique à la cour de Frédéric II, 1200—1250. // Mediaeval Sophia. — 2009. — No. 6. — P. 125—154.
- Voskoboynikov O. Tre sguardi sull’arte medievale: a proposito dell’immagine in saggi di Olivier Boulnois, Jean Wirth e Jérôme Baschet // Mediaeval Sophia. — 2011. — No. 10. — P. 280—299.
- Voskoboynikov O. Texte et image dans deux versions de l’Art de chasser avec les oiseaux de Frédéric II Hohenstaufen // Spicae. Cahiers de l’Atelier Vincent de Beauvais. — 2013. — No. 3. — P. 1—34.
- Voskoboynikov O. Le Liber particularis de Michel Scot // Archives d’histoire doctrinale et littéraire du Moyen Âge. — 2014. — Vol. 81. — P. 249—384.
- Voskoboynikov O. L’image d’Aristote et la construction des modèles intellectuels au XIIIe siècle // Journal of Medieval and Humanistic Studies. — 2014. — No. 27. — P. 73—96.
- Voskoboynikov O. Dignité et misère de l’homme selon Michel Scot, avec un excursus sur la vie intellectuelle de la cour de Frédéric II // Coexistence and Cooperation in the Middle Ages. Palermo: Officina di studi medievali, 2014. — P. 1553—1569.
- Voskoboynikov O. Lieux, plans et épaisseur // Les images dans l’Occident médiéval. — Turnhout: Brepols Publishers, 2015. — P. 239—252.
- Voskoboynikov O. Lieux, plans et épaisseur // Les images dans l’Occident médiéval. — Turnhout: Brepols Publishers, 2015. — P. 239—252.
- Voskoboynikov O. La fisiognomica scolpita nel Duecento // Statue. Rituali, scienza e magia dalla tarda Antichità al Rinascimento. — Firenze: Edizioni del Galluzzo, 2017. — P. 417—442.
- Voskoboynikov O. Le Moyen Âge en quête de l’harmonie // Micrologus. Nature, Sciences and Medieval Societies. — 2017. — Vol. 25. — P. VII—XII.
- Voskoboynikov O. Echt, gereinigt, gefälscht. Der Aristoteles des 13. Jahrhunderts zwischen römischer Kurie und staufischem Hof // Verleugnete Rezeption. Fälschungen antiker Texte. — Freiburg: Rombach, 2017. — P. 259—274.
- Voskoboynikov O. Deux harmonies en comparaison: Michel Scot et Grégoire du Mont Sacré // Micrologus. Nature, Sciences and Medieval Societies. — 2017. — Vol. 25. — P. 169—196.
- Voskoboynikov O. Michel Scot, le théologien, in: De l’homme, de la nature et du monde. Mélanges d’histoire des sciences médiévales offerts à Danielle Jacquart. — Genève: Droz, 2019. — P. 153—164.

- Воскобойников О. С. Рец: Paravicini Bagliani A. Il corpo del papa. Torino, 1994 // «Одиссей: Человек в истории». — 1999. — Вып. 11. — С. 319—328.
- Воскобойников О. С. Новые подходы к традиционным вопросам. Рец: Wirth J. L’image à l’époque romane. P., 1999; Recht R. Le croire et le voir. L’art des cathédrales. XII—XIII siècle. P., 1999 // «Одиссей: Человек в истории». — 2002. — Вып. 14. — С. 365—378.
- Воскобойников О. С. Рец: Morpurgo P. L’armonia della natura e l’ordine dei governi. XII—XV secoli. Turnhout, 2000 // «Одиссей: Человек в истории». — 2003. — Вып. 15. — С. 417—428.
- Воскобойников О. С. Рец: Bresc H. Arabes de langue, Juifs de religion. L’évolution du judaïsme sicilien dans l’environnement latin, XIIe-XVe siècles. — Paris, 2001 // «Средние века». — 2005. — Вып. 66. — С. 333—336.
- Воскобойников О. С. Рец: Словарь средневековой культуры. Ред. А. Я. Гуревич. М.: РОССПЭН, 2003 // «Средние века». — 2005. — Вып. 66. — С. 311—314.
- Воскобойников О. С. Рец: Шмитт Ж.-Кл. Воплощенные образы. Эссе о визуальной культуре средних веков. Париж, 2002. Его же. Обращение Германа Иудея. Автобиография, история и фикция. Париж, 2003 // «Одиссей: Человек в истории». — 2004. — Вып. 16. — С. 451—466.
- Воскобойников О. С. Рец: Robert Bartlett. Why Can the Dead Do Such Great Things? Saints and Worshippers from the Martyrs to the Reformation. Princent, Oxford: Princeton University Press, 2013 // «Новое литературное обозрение». — 2014. — № 126. С. — 393—396.
- Воскобойников О. С. Каждой твари по паре, или Символическая история папства // «Новое литературное обозрение». — 2018. — Т. 3. — № 151. — С. 356—362.
- Воскобойников О. С. От ножниц Варбурга до медиумов Бельтинга. Рец: Мир образов. Образы мира: антология исследований визуальной культуры: учебное пособие. Ред.-сост. Н. Мазур. СПб.; М.: Новое издательство, 2018. 544 с. // «Новое литературное обозрение». — 2019. — Т. 3. — № 157.

- Анна Гавальда. Утешительная партия игры в петанк. Пер. О. С. Воскобойникова и М. Н. Архангельской. — М.: Астрель, 2009.
- Шартрская школа. Гильом Коншский. Философия. Теодорих Шартрский. Трактат о шести днях творения. Бернард Сильвестр. Космография. Астролог. Комментарий на первые шесть книг «Энеиды». Алан Лилльский. Плач Природы. Пер. О. С. Воскобойникова, Р. Л. Шмаракова, П. В. Соколова. Сост. О. С. Воскобойников. — М.: «Наука», 2018. — 457 с. — ISBN 978-5-02-040000-9.
- Рехт Р. Верить и видеть. Искусство соборов XII—XV веков. Пер. с фр. и науч. ред. О. С. Воскобойникова. 2-е изд. — М.: Изд-во ВШЭ, 2018. — 352 с. — ISBN 978-5-7598-1733-8, 978-5-7598-1689-8.
- Салернская хроника. Пер. О. С. Воскобойникова. — М.: «Языки славянской культуры», 2020.

- Культура интерпретации до начала Нового времени. Науч. ред.: О. С. Воскобойников, Ю. В. Иванова. — М.: Изд-во ГУ ВШЭ, 2009.
- Гильем Тудельский[фр.]. Песнь об Альбигойском крестовом походе / пер. с окситан. С. Д. Лихачёва, В. В. Виноградовой. — М.: Квадрига, 2010. — 318 с. — ISBN 978-5-91791-036-9.